# Moch (Micronesia)
Moch (o More) è una municipalità del Distretto Mortlocks, di Chuuk, uno degli Stati Federati di Micronesia. 
Situato nella parte settentrionale dell'atollo Satowan, ha 869 abitanti.